# Hotel Europa
El Hotel Europa fue un gran hotel ubicado en Maracaibo, Venezuela. Se inauguró a fines del siglo XIX y sirvió como lugar de rodaje de la primera película venezolana, Un célebre especialista sacando muelas en el gran Hotel Europa, en 1897. Posteriormente, fue reconvertido en otros hoteles con diferentes nombres, entre los que destaca el Hotel Zulia, antes de ser demolido en 1956 para la construcción del edificio municipal de Maracaibo.

## Historia
El Hotel Europa abrió sus puertas a finales del siglo XIX. Estaba situado en la esquina sur de la Plaza Bolívar en el centro de Maracaibo, frente a la plaza. El edificio que ocupaba llevaba mucho tiempo en pie; fue considerado en su momento "el más hermoso" de la ciudad. Anteriormente había sido la casa del Cónsul de Italia, Don Francisco Fossi.

### Hotel Europa
Según los informes, el hotel era popular debido a su servicio eficiente, comodidad y administración respetable.
El hotel también se consideró prestigioso, ya que tenía muchas comodidades modernas y las habitaciones eran espaciosas con piezas de "confort totalmente estadounidense", que incluyen bañeras completas y duchas con azulejos de mármol. También había suites para visitas familiares. El restaurante fue ventilado y ofreció música en vivo; Según los informes, el menú ofrecía una amplia selección de platos europeos y tenía un servicio bien surtido de "los licores más exquisitos" disponibles. El hotel se anunciaba para ofrecer un buen servicio a un precio razonable; esto contrarrestó las principales preocupaciones de los visitantes del área, que se reportaron como típicamente caras pero sucias.
La ubicación del hotel también era privilegiada, situado cerca del centro de la ciudad, ya que los huéspedes podían escuchar las exhibiciones militares que tenían lugar en la Plaza Concordia desde sus balcones los jueves y domingos; esto fue visto como un atractivo exclusivo de la ciudad.
En 1897, el hotel fue el lugar de rodaje de la primera película de producción venezolana, Un célebre especialista sacando muelas en el gran Hotel Europa. Informes posteriores afirman que una innovación de los hoteles en ese momento, particularmente el más moderno Hotel Europa y su similar Hotel Los Andes, fue tener servicios médicos disponibles para los huéspedes extranjeros.

### Funciones posteriores
El Hotel Europa se convirtió en el Hotel Zulia en 1913, al que se accedía desde la calle Calle de las Ciencias. Este hotel fue financiado por Doña Concha Iriarte, y tenía dos plantas, con las habitaciones de huéspedes en la planta superior. Se anunciaba como "familias, turistas, agentes de viajes [y] magnates del petróleo". Las tarifas típicas en los hoteles de Maracaibo en 1931 eran de 6 a 8 dólares por día.
El hotel era conocido como un punto de encuentro de la alta sociedad de la época, donde huéspedes y visitantes podían escuchar la música de Juan Delgado, Eduardo Perich, María de Ángela, Carmelita Suárez y sus alumnos. Sufrió una remodelación en 1928, inaugurándose el Salón de Té Zulia en la planta baja; se trataba de una pastelería diseñada por Hermes Romero, arquitecto zuliano. Sin embargo, para la década de 1930, Doña Concha había dejado el negocio y se había convertido en el Hotel América. Este hotel servía principalmente a hombres de negocios y jugadores de béisbol de otros lugares que viajaban, ya que estaba cerca tanto del centro de la ciudad como del Estadio del Lago en La Ciega. Luego, el edificio pasó a ser propiedad del consejo municipal y se mantuvo como sede administrativa antes de ser demolido en 1956 para construir un nuevo edificio del consejo municipal de Maracaibo que reemplazaría a toda la manzana.